# CLPS
CLPS (англ. Colipase) – білок, який кодується однойменним геном, розташованим у людей на короткому плечі 6-ї хромосоми. Довжина поліпептидного ланцюга білка становить 112 амінокислот, а молекулярна маса — 11 954.
| 10         |  | 20         |  | 30         |  | 40         |  | 50         |
| ---------- |  | ---------- |  | ---------- |  | ---------- |  | ---------- |
| MEKILILLLV |  | ALSVAYAAPG |  | PRGIIINLEN |  | GELCMNSAQC |  | KSNCCQHSSA |
| LGLARCTSMA |  | SENSECSVKT |  | LYGIYYKCPC |  | ERGLTCEGDK |  | TIVGSITNTN |
| FGICHDAGRS |  | KQ         |  |            |  |            |  |            |

A: Аланін

C: Цистеїн

D: Аспарагінова кислота

E: Глутамінова кислота

F: Фенілаланін

G: Гліцин

H: Гістидин

I: Ізолейцин

K: Лізин

L: Лейцин

M: Метіонін

N: Аспарагін

P: Пролін

Q: Глутамін

R: Аргінін

S: Серин

T: Треонін

V: Валін

Задіяний у таких біологічних процесах, як метаболізм ліпідів, деградація ліпідів. 
Секретований назовні.